# Jacqui Smith
Jacqueline Jill Smith (znana jako Jacqui Smith; ur. 3 listopada 1962 w Malvern w hrabstwie Worcestershire) – brytyjska polityk, członkini Partii Pracy, była pierwszą kobietą na stanowisku ministra spraw wewnętrznych Wielkiej Brytanii.
Oboje jej rodzice byli nauczycielami. Przyszła pani minister uczęszczała Dyson Perrins High School w Malvern. Po studiach w zakresie filozofii, ekonomii i politologii w Hertford College w Oksfordzie, Smith podjęła pracę jako nauczycielka w szkołach średnich. Wykładała ekonomię w Arrow Vale High School w Redditch oraz w Haybridge High School w Hagley.
W 1997 r. została wybrana do Izby Gmin jako reprezentantka okręgu Redditch, a w 2003 r. została wiceminister ds. kobiet i równoprawnienia. Zasłynęła wtedy przygotowaniem projektu ustawy (przyjętym następnie przez parlament) o tzw. partnerstwie obywatelskim, będącym ekwiwalentem małżeństwa przeznaczonym przede wszystkim dla par tej samej płci. W 2005 r. została ministrem stanu ds. szkolnictwa w departamencie edukacji, a rok później głównym whipem i parlamentarnym sekretarzem skarbu w randze członka Gabinetu.
28 czerwca 2007 r. nowy premier Gordon Brown uczynił ją pierwszą kobietą na czele resortu spraw wewnętrznych. Pierwszy poważny test musiała przejść już w ciągu dwóch następnych w dni w związku z wydarzeniami w Londynie i Glasgow. Stanowisko ministra piastowała do 5 czerwca 2009 r.
W październiku 1987 r. Smith wyszła za Richarda J. Timneya (ur. 1963) i ma z nim dwóch synów (ur. we wrześniu 1993 i czerwcu 1998).